# Zdzisław Marek (biegły sądowy)
Zdzisław Kazimierz Marek (ur. 19 listopada 1924 w Bystrej, zm. 25 stycznia 2015 w Krakowie) – polski lekarz, profesor dr hab., ekspert medycyny sądowej.

## Życiorys
Syna Jana i Emilii. Studia wyższe ukończył w 1952 na Wydziale Lekarskim Uniwersytetu Jagiellońskiego i Akademii Medycznej w Krakowie, gdzie w 1952 uzyskał dyplom lekarza. Tytuł doktora medycyny uzyskał w 1962, a doktora habilitowanego w 1967. Profesor nadzwyczajny od 1976, a zwyczajny od 1988. W latach 1972–1992 kierował krakowską Katedrą Medycyny Sądowej Akademii Medycznej. Od 1987 do 1990 był prorektorem Akademii Medycznej im. Mikołaja Kopernika. Przez ponad 40 lat jako biegły sądowy opiniował przed sądami w całym kraju najgłośniejsze sprawy kryminalne, m.in. w sprawie Stanisława Pyjasa.
W 1991 został decyzją rektora Akademii Medycznej w Krakowie pozbawiony funkcji kierownika Katedry Medycyny Sądowej za „naruszenie norm etycznych w działalności opiniodawczej”.
Jest autorem kilkunastu podręczników i ponad 300 artykułów w polskich i zagranicznych czasopismach naukowych, z zakresu tanatologii, toksykologii i serologii sądowo-lekarskiej. Podjął pionierskie badania nad problematyką etyki i deontologii lekarskiej oraz nad oceną tzw. błędu lekarskiego. Dzięki jego inicjatywie powstał nowy dział w „Przeglądzie Lekarskim” (najstarsze polskie czasopismo medyczne) poświęcony powyższym problemom. Był członkiem: Międzynarodowej Akademii Medycyny Sądowej i Medycyny Społecznej, Niemieckiego Towarzystwa Medycyny Prawnej, Kolegium Redakcyjnego Forensic Science International i wydawnictwa „Inform” w Wichita (USA), członkiem honorowym Czechosłowackiego Towarzystwa Naukowego Purkyniego, członkiem zwyczajnym Polskiej Akademii Medycyny (Warszawa) oraz Polskiej Akademii Wiedzy Seksuologicznej i Więzi Międzyludzkiej (Warszawa).
Według Andrzeja Paczkowskiego Zdzisław Marek wydawał wygodne dla Służby Bezpieczeństwa lekarskie ekspertyzy. W sprawie Grzegorza Przemyka jednak Marek sporządził ekspertyzę potwierdzającą pobicie przez milicję i nie wycofał jej pomimo nacisków SB.
W swej książce pt. „Głośne zdarzenia w świetle medycyny sądowej” (2009) utrzymał wersję o przypadkowym zgonie Pyjasa, w którym według niego alkohol odegrał kluczową, zgubną rolę. Podtrzymuje w niej, że swoje ekspertyzy przygotowywał rzetelnie i nigdy nie działał na polityczne zamówienie. Sugeruje również, że za śmierć Pyjasa współodpowiedzialny jest Bronisław Wildstein. Z kolei w 2009, będąc przesłuchiwanym przez IPN, zeznał, że w ogóle nie prowadził oględzin zwłok, a jedynie podpisał się pod raportem przygotowanym przez inne osoby.
Zmarł 25 stycznia 2015 i spoczywa na cmentarzu parafialnym w Świątnikach Górnych.

## Odznaczenia
- Złoty Krzyż Zasługi[7]
- Krzyż Kawalerski Orderu Odrodzenia Polski[7]